# Меркель, Курт-Хайнц
Курт-Хайнц Ме́ркель (нем. Curt-Heinz Merkel; 22 ноября 1919, Гамбург — 25 февраля 2000, Берлин) — немецкий политик, член СЕПГ. Министр торговли и снабжения ГДР в 1959—1963 годах.

## Биография
Меркель родился в рабочей семье, по окончании народной школы получил торговое образование и работал продавцом в магазине оптовой торговли продуктами питания в Гамбурге. В 1937—1939 годах руководил филиалом. В 1938 году вступил в НСДАП. В 1939—1945 годах служил в звании фельдфебеля в 154-м гренадерском полку вермахта.
По окончании войны в 1946 году вступил в СЕПГ. В 1946—1949 годах работал служащим в потребительской кооперации в Цейце и Кверфурте. Руководил магазином и школой Торговой организации в Цейце. В 1950 году был избран в районное собрание Цейца. В 1951—1952 годах учился в Германской академии государственных и правовых наук, по её окончании работал начальником отдела и руководителем канцелярии, а также заместителем генерального директора Германского общества внутренней и внешней торговли продуктами питания. Затем в 1954 году возглавлял рабочую группу в министерстве внешней и внутригерманской торговли ГДР. В 1956—1959 годах занимал должность заместителя министра внешней и внутригерманской торговли ГДР. В 1959—1963 годах работал в министерстве торговли и снабжения ГДР, сначала в должности статс-секретаря, а с июля 1959 года по октябрь 1963 года — министра. Впоследствии получил высшее экономическое образование. С апреля 1969 по февраль 1988 года занимал должность директора окружной дирекции Торговой организации в Восточном Берлине.